# Фонте дела Ређина (Сијена)
Фонте дела Ређина је насеље у Италији у округу Сијена, региону Тоскана.
Према процени из 2011. у насељу је живело 39 становника. Насеље се налази на надморској висини од 438 м.